# Eilema sakalava
Eilema sakalava là một loài bướm đêm thuộc phân họ Arctiinae, họ Erebidae.